# Szyfr Ottendorfa
Szyfr Ottendorfa (szyfr książkowy) – szyfr w którym każda z liter zastępowana jest liczbami oznaczającymi jej pozycję w ustalonym tekście, będącym kluczem do szyfru. Inna wersja tego szyfru polega na zastępowaniu całych słów ich pozycjami w książce (zwykle słowniku).
Sekretne wiadomości zakodowane przy użyciu szyfru Ottendorfa rozwiązywał Sherlock Holmes, bohater utworów Arthura Conana Doyle’a, w powieści Dolina trwogi.
Zasada szyfrowania wygląda następująco:
12 - 1 - 8 - 3 pierwsza liczba oznacza numer strony, jeżeli jest więcej stron w tekście.
12 - 1 - 8 - 3 druga liczba oznacza numer linijki na stronie.
12 - 1 - 8 - 3 trzecia liczba oznacza wyraz w danej linijce.
12 - 1 - 8 - 3 czwarta liczba oznacza nr litery w wyrazie

## Przykład
(W tekście, dla większej czytelności przykładu, odpowiednie litery zostały wyróżnione)

Litwo! Ojczyzno moja! ty jesteś jak zdrowie.
Ile cię trzeba cenić, ten tylko się dowie,
Kto cię stracił. Dziś piękność twą w całej ozdobie
Widzę i opisuję, bo tęsknię po tobie.

Dla uproszczenia przykład oparty jest tylko na jednej stronie tekstu, dlatego w postaci zakodowanej pierwszą liczbą, wskazującą na numer strony jest wszędzie 1
Kodowanym słowem jest Wikipedysta.
| 1 - 4 - 1 - 1 | = W |
| 1 - 1 - 1 - 2 | = i |
| 1 - 2 - 6 - 4 | = k |
| 1 - 2 - 8 - 4 | = i |
| 1 - 3 - 5 - 1 | = p |
| 1 - 3 - 8 - 4 | = e |
| 1 - 3 - 9 - 3 | = d |
| 1 - 1 - 2 - 5 | = y |
| 1 - 3 - 3 - 1 | = s |
| 1 - 3 - 6 - 1 | = t |
| 1 - 3 - 3 - 4 | = a |